# 杨奇鲲
杨奇鲲（？—880年代），又作杨奇混、杨奇肱，白蛮出身，大厘睑（今云南大理喜洲）人，南诏王隆舜时的清平官（布燮）。
877年，和唐朝进行战争的南诏初代皇帝世隆去世，其子隆舜即位。隆舜请求与唐朝和亲，唐僖宗决定将安化公主许配给隆舜。当时黄巢之乱，唐僖宗逃到成都府。南诏派杨奇鲲和宰相赵隆眉、段义宗等人一起出使成都，迎娶公主。三人到达成都时，受到了唐朝的隆重接待。杨奇鲲作诗述怀：
风里浪花吹又白，雨中岚色洗还青。江鸥聚处窗前见，林狖啼时枕上听。此际自然无限趣，王程不敢暂留停。
杨奇鲲的政敌郑买嗣向唐将高骈诬陷三人。高骈自扬州上书：“三人者，南诏心腹也，宜止而鸩之，蛮可图也。”唐僖宗采纳。杨奇鲲三人都遇害，后来建立大义宁国的楊干貞就是杨奇鲲的家族成员。
《滇载记》《滇考》等称，中和三年（883年），隆舜再遣他往迎公主，僖宗东还长安，公主已迎至南诏成亲。《南诏野史》王崧本称光启元年（885年），复奉王命送安化公主归唐。他“读书贯穿百家，有诗名，尤长声诗”，“词甚清美”。诗作大部散佚，只传下《途中诗》和《岩嵌绿玉》两首。《途中诗》被收入《全唐诗》中。